# 1re série 1941/42
Die Saison 1941/42 war die 24. Spielzeit der 1re série, der höchsten französischen Eishockeyspielklasse. Meister wurde zum insgesamt neunten Mal in der Vereinsgeschichte der Chamonix Hockey Club. 

## Meisterschaftsfinale
- Chamonix Hockey Club – Français Volants 7:1